# 東京シティロードレース
東京シティロードレース（とうきょうシティロードレース）は2002年から2006年にかけて行われた市民マラソン大会である。

## 概要
- 毎年5月中旬ごろ開催。主催は東京新聞・東京中日スポーツ（発行はいずれも中日新聞東京本社）・東京陸協などで構成する実行委員会。
- 日比谷公園をスタートに国立霞ヶ丘競技場陸上競技場をゴールとするワンウェイ・10kmを舞台に市民ランナーを中心に健脚を競った。
- マラソンを通しての「共生」を目指し、健常者だけでなく、身体障害者にも気軽に参加できるようにした。
- 大会日は東京都心のマイカー通行を禁止するなどの交通規制も敷かれ、都民参加の手作りのマラソン大会として注目された。
- 2006年の第5回記念大会を最後に、東京国際マラソン（隔年で産経新聞=西暦奇数年・読売新聞=西暦偶数年が主催）と統合し、東京マラソン（産経・読売・東京3社共催。テレビ放送は東京国際マラソン時代に引き続き、奇数年はフジテレビジョン、偶数年は日本テレビ放送網が担当）となる。

## 出場資格
- 開催日16歳以上の男女
- 10kmを1時間40分以内に完走できること
- 競走部門　いずれも男女の性別で順位を競った。
  - 一般の部
  - 知的障害者の部
  - 車いすの部
  - 移植手術者の部
  - 視覚障害者の部